# Leichtathletik-Weltmeisterschaften 2023/200 m der Männer

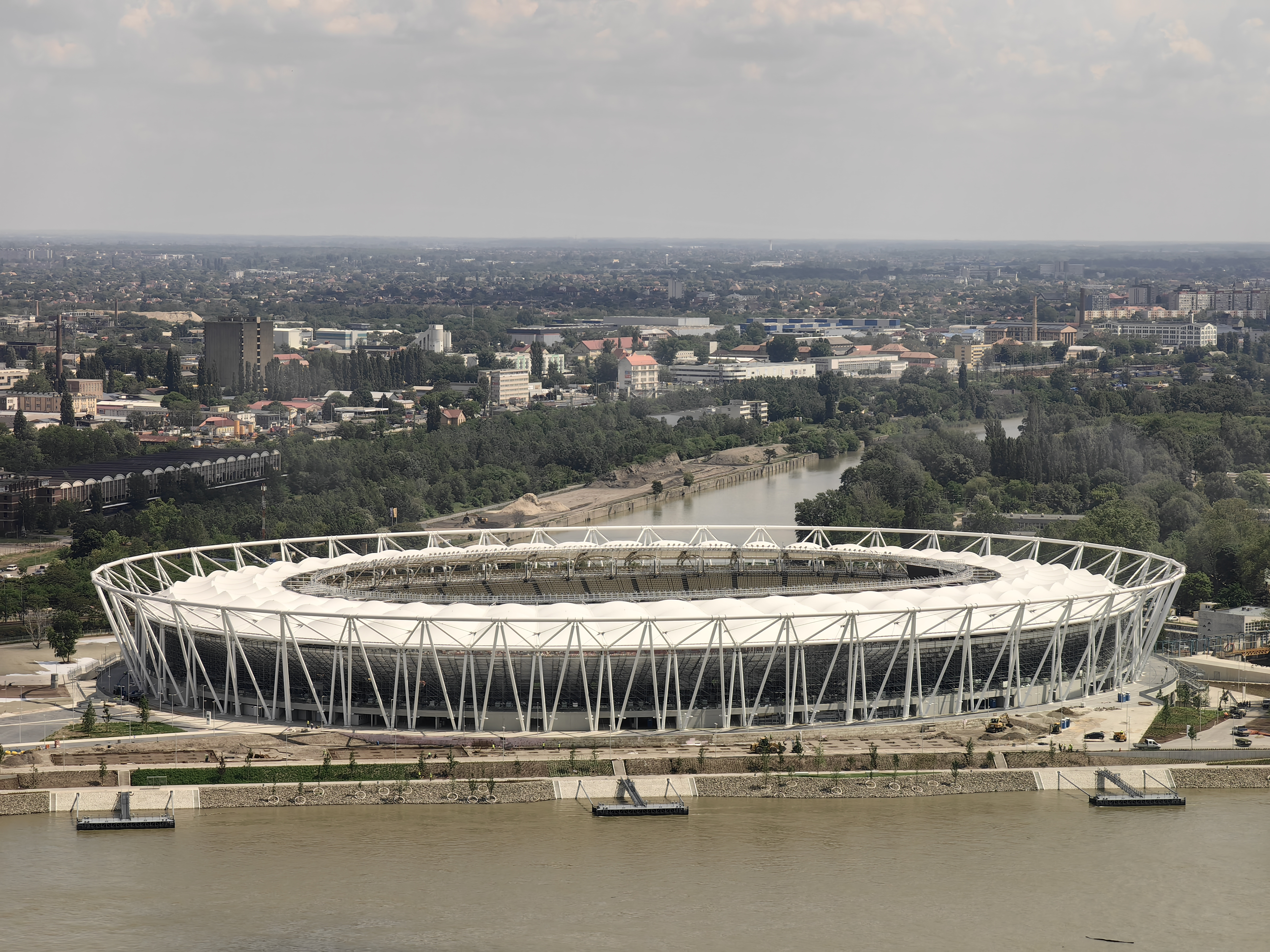
Nemzeti Atlétikai Központ im Mai 2023

Der 200-Meter-Lauf der Männer bei den Leichtathletik-Weltmeisterschaften 2023 fand vom 23. und 25. August 2023 im Stadion Nemzeti Atlétikai Központ der ungarischen Hauptstadt Budapest statt.
57 Athleten aus 43 Ländern nahmen an dem Wettbewerb teil.
Weltmeister wurde der US-Amerikaner Noah Lyles. Er siegte vor seinem Landsmann Erriyon Knighton. Bronze ging an Letsile Tebogo aus Botswana.

## Rekorde

### Bestehende Rekorde
| Weltrekord               | Usain Bolt | 19,19 s | WM in Berlin, Deutschland | 20. August 2009 |
| Weltmeisterschaftsrekord | Usain Bolt | 19,19 s | WM in Berlin, Deutschland | 20. August 2009 |

Der bestehende Championshiprekord (CR), gleichzeitig Weltrekord (WR), wurde nicht erreicht. Die schnellste Zeit erzielte der US-amerikanische Weltmeister Noah Lyles mit 19,52 s im Finale am 25. August bei einem Gegenwind von 0,1 m/s. Damit blieb er 33 Hundertstelsekunden über dem Rekord.

## Legende
Kurze Übersicht zur Bedeutung der Symbolik – so üblicherweise auch in sonstigen Veröffentlichungen verwendet:
- DSQ: disqualifiziert
- DNS: nicht am Start (did not start)
- DNF: Wettkampf nicht beendet (did not finish)
- IWR: Internationale Wettkampfregeln
- TR: Technische Regeln

## Vorläufe
Aus den sieben Vorläufen qualifizierten sich die jeweils drei Ersten jedes Laufes – hellblau unterlegt – und zusätzlich die drei Zeitschnellsten – hellgrün unterlegt – für das Halbfinale.

### Lauf 1
23. August 2022, 12:15 Uhr Ortszeit

Wind: ±0,0 m/s
| Platz | Athlet                | Land           | Zeit (s) |
| ----- | --------------------- | -------------- | -------- |
| 1     | Zharnel Hughes        | Großbritannien | 19,99    |
| 2     | Aaron Brown           | Kanada         | 20,08    |
| 3     | Luxolo Adams          | Südafrika      | 20,15    |
| 4     | Shōta Iizuka          | Japan          | 20,27    |
| 5     | Taymir Burnet         | Niederlande    | 20,31    |
| 6     | Fausto Desalu         | Italien        | 20,49    |
| 7     | Gediminas Truskauskas | Litauen        | 20,90    |
| 8     | Franko Burraj         | Albanien       | 21,52    |

### Lauf 2
23. August 2022, 12:22 Uhr Ortszeit

Wind: −0,1 m/s
| Platz | Athlet               | Land            | Zeit (s) |
| ----- | -------------------- | --------------- | -------- |
| 1     | Noah Lyles           | USA             | 20,05    |
| 2     | Andrew Hudson        | Jamaika         | 20,25    |
| 3     | Ondřej Macík         | Tschechien      | 20,40    |
| 4     | Tapiwanashe Makarawu | Simbabwe        | 20,64    |
| 5     | Ján Volko            | Slowakei        | 20,69    |
| 6     | Jorge Vides          | Brasilien       | 20,80    |
| 7     | Ko Seung-hwan        | Südkorea        | 21,09    |
| 8     | Leroy Kamau          | Papua-Neuguinea | 21,18    |
| 9     | Jessy Franco         | Gibraltar       | 22,04    |

### Lauf 3
23. August 2022, 12:29 Uhr Ortszeit

Wind: −1,4 m/s
| Platz | Athlet            | Land        | Zeit (s) |
| ----- | ----------------- | ----------- | -------- |
| 1     | Letsile Tebogo    | Botswana    | 20,22    |
| 2     | Joseph Fahnbulleh | Liberia     | 20,42    |
| 3     | William Reais     | Schweiz     | 20,50    |
| 4     | Joshua Hartmann   | Deutschland | 20,51    |
| 5     | Blessing Afrifah  | Israel      | 20,73    |
| 6     | Aidan Murphy      | Australien  | 20,90    |
| 7     | Marcos Santos     | Angola      | 21,05    |
| 8     | Hachim Maaroufou  | Komoren     | 21,29    |

### Lauf 4
23. August 2022, 12:36 Uhr Ortszeit

Wind: −0,2 m/s
| Platz | Athlet                 | Land                | Zeit (s) |
| ----- | ---------------------- | ------------------- | -------- |
| 1     | Brendon Rodney         | Kanada              | 20,14    |
| 2     | Renan Gallina          | Brasilien           | 20,44    |
| 3     | Shaun Maswanganyi      | Südafrika           | 20,56    |
| 4     | Koki Ueyama            | Japan               | 20,66    |
| 5     | Nadale Buntin          | St. Kitts und Nevis | 20,90    |
| 6     | Zoltán Wahl            | Ungarn              | 20,90    |
| 7     | Mohamed Obaid al-Saadi | Oman                | 21,39    |
| DNF   | James Dadzie           | Ghana               |          |

### Lauf 5
23. August 2022, 12:43 Uhr Ortszeit

Wind: −0,2 m/s
| Platz | Athlet           | Land              | Zeit (s) |
| ----- | ---------------- | ----------------- | -------- |
| 1     | Towa Uzawa       | Japan             | 20,34    |
| 2     | Courtney Lindsey | USA               | 20,39    |
| 3     | Rasheed Dwyer    | Jamaika           | 20,40    |
| 4     | Tarsis Orogot    | Uganda            | 20,44    |
| 5     | Yang Chun-Han    | Chinesisch Taipeh | 20,82    |
| 6     | Ramil Guliyev    | Türkei            | 20,89    |
| 7     | Mindia Endeladse | Georgien          | 21,20    |
| DNS   | Emmanuel Eseme   | Kamerun           |          |

### Lauf 6
23. August 2022, 12:52 Uhr Ortszeit

Wind: −0,5 m/s
| Platz | Athlet             | Land      | Zeit (s) |
| ----- | ------------------ | --------- | -------- |
| 1     | Erriyon Knighton   | USA       | 20,17    |
| 2     | Andre De Grasse    | Kanada    | 20,28    |
| 3     | Sinesipho Dambile  | Südafrika | 20,34    |
| 4     | Filippo Tortu      | Italien   | 20,46    |
| 5     | Joseph Paul Amoah  | Ghana     | 20,56    |
| 6     | Sibusiso Matsenjwa | Eswatini  | 20,88    |
| 7     | Guy Maganga Gorra  | Gabun     | 21,04    |
| 8     | Yeykell Romero     | Nicaragua | 21,71    |

### Lauf 7
23. August 2022, 12:58 Uhr Ortszeit

Wind: −0,1 m/s
| Platz | Athlet                   | Land                    | Zeit (s)                    |
| ----- | ------------------------ | ----------------------- | --------------------------- |
| 1     | Kenneth Bednarek         | USA                     | 20,01                       |
| 2     | Alexander Ogando         | Dominikanische Republik | 20,14                       |
| 3     | Alaba Akintola           | Nigeria                 | 20,54                       |
| 4     | Alonso Edward            | Panama                  | 20,63                       |
| 5     | Lucas Rodrigues da Silva | Brasilien               | 20,86                       |
| 6     | Taha Hussein Yaseen      | Irak                    | 21,01                       |
| 7     | Albert Komański          | Polen                   | 21,68                       |
| DSQ   | Ryan Zézé a              | Frankreich              | IWR 162, TR16.8 – Fehlstart |

## Halbfinale
Aus den drei Halbfinalläufen qualifizierten sich die jeweils zwei Ersten jedes Laufes – hellblau unterlegt – und zusätzlich die zwei Zeitschnellsten – hellgrün unterlegt – für das Finale.

### Lauf 1
24. August 2022, 20:20 Uhr Ortszeit

Wind: −0,1 m/s
| Platz | Athlet           | Land                    | Zeit (s) |
| ----- | ---------------- | ----------------------- | -------- |
| 1     | Noah Lyles       | USA                     | 19,76    |
| 2     | Alexander Ogando | Dominikanische Republik | 20,02    |
| 3     | Tarsis Orogot    | Uganda                  | 20,26    |
| 4     | Brendon Rodney   | Kanada                  | 20,27    |
| 5     | Andrew Hudson b  | Jamaika                 | 20,38    |
| 6     | Luxolo Adams     | Südafrika               | 20,44    |
| 7     | Shōta Iizuka     | Japan                   | 20,54    |
| 8     | Ondřej Macík     | Tschechien              | 20,71    |

### Lauf 2
24. August 2022, 20:29 Uhr Ortszeit

Wind: ±0,0 m/s
| Platz | Athlet            | Land        | Zeit (s)                           |
| ----- | ----------------- | ----------- | ---------------------------------- |
| 1     | Kenneth Bednarek  | USA         | 19,96                              |
| 2     | Letsile Tebogo    | Botswana    | 19,97                              |
| 3     | Courtney Lindsey  | USA         | 20,22                              |
| 4     | Sinesipho Dambile | Südafrika   | 20,28                              |
| 5     | Renan Gallina     | Brasilien   | 20,43                              |
| 6     | Taymir Burnet     | Niederlande | 20,65                              |
| 7     | Alaba Akintola    | Nigeria     | 20,75                              |
| 8     | Aaron Brown       | Kanada      | IWR 163, TR17.3.1 – Bahnübertreten |

### Lauf 3
24. August 2022, 20:36 Uhr Ortszeit

Wind: −0,4 m/s
| Platz | Athlet            | Land           | Zeit (s) |
| ----- | ----------------- | -------------- | -------- |
| 1     | Erriyon Knighton  | USA            | 19,98    |
| 2     | Zharnel Hughes    | Großbritannien | 20,02    |
| 3     | Andre De Grasse   | Kanada         | 20,10    |
| 4     | Joseph Fahnbulleh | Liberia        | 20,21    |
| 5     | Towa Uzawa        | Japan          | 20,33    |
| 6     | Rasheed Dwyer     | Jamaika        | 20,49    |
| 7     | Shaun Maswanganyi | Südafrika      | 20,65    |
| 8     | William Reais     | Schweiz        | 20,67    |

## Finale

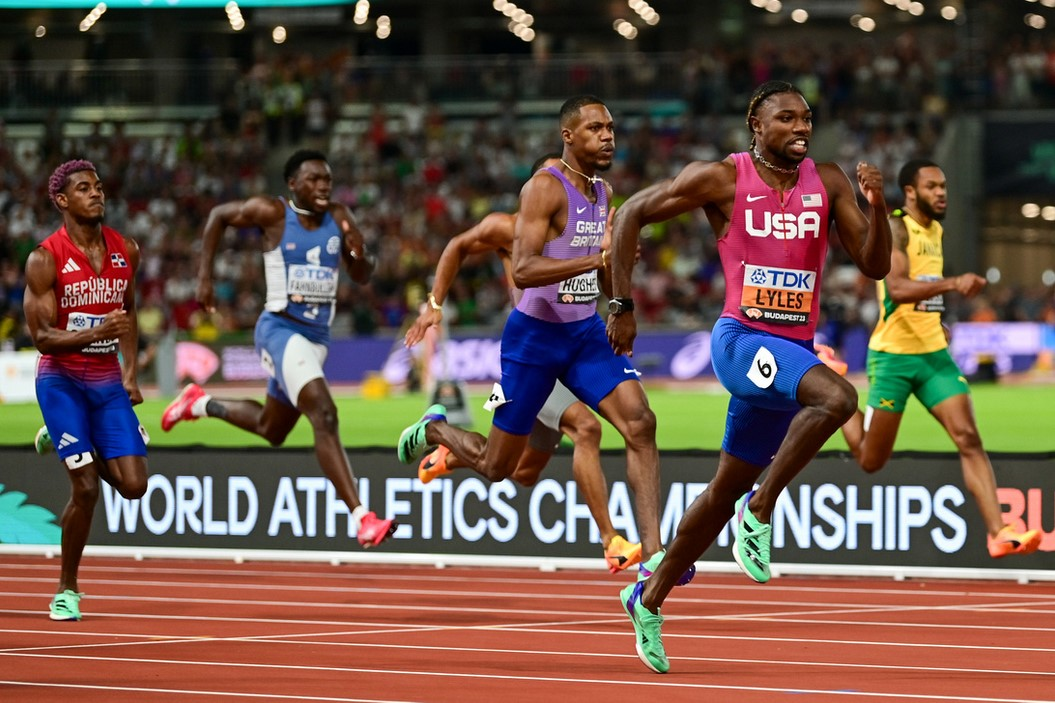
Finale: Die Läufer auf der Zielgeraden (v. l. n. r.): Alexander Ogando, Joseph Fahnbulleh, Andre De Grasse (verdeckt), Noah Lyles, Andrew Hudson

25. August 2022, 21:54 Uhr Ortszeit

Wind: −0,1 m/s
| Platz | Athlet            | Land                    | Zeit (s) |
| ----- | ----------------- | ----------------------- | -------- |
|       | Noah Lyles        | USA                     | 19,52    |
|       | Erriyon Knighton  | USA                     | 19,75    |
|       | Letsile Tebogo    | Botswana                | 19,81    |
| 4     | Zharnel Hughes    | Großbritannien          | 20,02    |
| 5     | Kenneth Bednarek  | USA                     | 20,07    |
| 6     | Andre De Grasse   | Kanada                  | 20,14    |
| 7     | Alexander Ogando  | Dominikanische Republik | 20,23    |
| 8     | Andrew Hudson     | Jamaika                 | 20,40    |
| 9     | Joseph Fahnbulleh | Liberia                 | 20,57    |